# Gmina Farkaševac
Gmina Farkaševac (chorw. Općina Farkaševac) – gmina w Chorwacji, w żupanii zagrzebskiej. W 2011 roku liczyła  1937 mieszkańców.
Powierzchnia gminy wynosi 73,66 km².